# Nueva Libertad (Acacoyagua)
Nueva Libertad  es una localidad del estado mexicano de Chiapas. Es parte del municipio de Acacoyagua.

## Demografía
| Gráfica de evolución demográfica |
|                                  |

| Censo | Población |
| ----- | --------- |
| 1970  | 449       |
| 1980  | 401       |
| 1990  | 676       |
| 2000  | 732       |
| 2010  | 801       |
| 2020  | 754       |